# Cas Concos d'es Cavaller
Cas Concos d'es Cavaller (coloquialmente conocida como Cas Concos) es una localidad y pedanía española perteneciente al municipio de Felanich, en la parte suroriental de Mallorca, comunidad autónoma de las Islas Baleares. Cerca de esta localidad se encuentran los núcleos de es Carritxó, Son Negre, Alquería Blanca, Felanich capital, Santañí, Calonge y s'Horta.

## Historia
Cas Concos tiene su origen en una posesión de la familia Obrador Conco en el siglo XVI, de donde proviene la denominación Cas Concos («casa de los Concos»). Antiguamente estas tierras formaban la caballería de la Galera, de ahí el nombre d'es Cavaller («del Caballero»).
El pueblo se formó como tal a partir de la construcción de casas alrededor de un oratorio primitivo que data del 1722, creciendo especialmente durante el siglo XIX. En el año 1862 ya había escuelas para niños y niñas. En 1867 la iglesia fue erigida en vicaría y en 1893 las monjas de la Caridad fundaron un convento.
La rápida expansión del núcleo hizo necesaria la realización de un plano urbanístico, que fue trazado por Pedro de Alcántara Peña y aprobado en 1883. La iglesia parroquial de la Inmaculada Concepción es el edificio más emblemático del pueblo, convertido en parroquia en el año 1934.
En el año 1941 se trazó un nuevo proyecto de urbanización y en 1947 el ayuntamiento felanichero dio nombre a las calles.

## Demografía
Según el Instituto Nacional de Estadística de España, en el año 2021 Cas Concos d'es Cavaller contaba con 912 habitantes censados, lo que representa el 5,02% de la población total del municipio.

### Evolución de la población
| Gráfica de evolución demográfica de Cas Concos entre 2012 y 2022 |
|                                                                  |
| Datos según el nomenclátor publicado por el INE.                 |

## Comunicaciones

### Carreteras
La principal vía de comunicación que transcurre por esta localidad es:
| Identificador | Denominación                   | Itinerario        |
| ------------- | ------------------------------ | ----------------- |
| Ma-14         | Carretera de Santañí a Manacor | Santañí - Manacor |

Algunas distancias entre Cas Concos d'es Cavaller y otras ciudades:
| Ciudades          | Distancia (km) |
| ----------------- | -------------- |
| Felanich          | 7              |
| Manacor           | 19             |
| Palma de Mallorca | 53             |

## Servicios públicos

### Educación
El único centro educativo que hay en la localidad es:
| Denominación genérica                    | Nombre del centro | Naturaleza | Dirección                 |
| ---------------------------------------- | ----------------- | ---------- | ------------------------- |
| Colegio de educación infantil y primaria | CEIP Migjorn      | Público    | Carretera de Santañí, 123 |

## Cultura

### Fiestas
Cas Concos d'es Cavaller celebra sus fiestas populares en torno al 10 de septiembre en honor a San Nicolás de Tolentino, patrón del pueblo.